# Đông Pakistan
Đông Pakistan (tiếng Bengal: পূর্ব পাকিস্তান Purbo Pakistan, tiếng Urdu: مشرقی پاکستان Mashriqī Pakistan), là một tỉnh của Pakistan thành lập vào ngày 14 tháng 8 năm 1947, tồn tại cho đến ngày 16 tháng 12 năm 1971 và hiện là quốc gia độc lập Bangladesh. Đông Pakistan đã được tách từ tỉnh Bengal dựa trên "Kế hoạch Mountbatten" ở Ấn Độ thuộc Anh năm 1947. Đông Bengal đã được trao cho Lãnh thổ tự trị Pakistan và trở thành một tỉnh của Pakistan bởi với tên gọi Đông Bengal. Đông Bengal đã được đổi tên thành Đông Pakistan năm 1956 và sau này trở thành quốc gia Bangladesh sau khi chiến tranh giải phóng Bangladesh diễn ra vào năm 1971, diễn ra sau khi cuộc tổng tuyển cử năm 1970. Đến ngày 16 tháng 12 năm 1971, Cộng hòa Nhân dân Bangladesh chính thức được thành lập.
Đông Pakistan có diện tích 147.570 km2 (56.977 mi2), giáp với Ấn Độ ở cả ba phía Đông, Bắc và Tây, giáp Myanmar ở phía Đông Nam và Vịnh Bengal ở phía Nam. Đông Pakistan là một trong những tỉnh lớn nhất của Pakistan, với dân số lớn nhất và một trong những bang có nền kinh tế lớn nhất Pakistan. Dhaka được tuyên bố là thủ đô thứ hai của Pakistan và được lên kế hoạch là nơi sẽ đặt trụ sở Quốc hội Pakistan. Cơ quan lập pháp của tỉnh này là Hội đồng cấp tỉnh Đông Pakistan (tên cũ là Hội đồng lập pháp Đông Bengal).